# The Courier-Journal
The Courier-Journal (aussi nommé C-J) est le principal quotidien de la cité de Louisville aux États-Unis. Le groupe est également propriétaire de l’hebdomadaire gratuit Velocity.

## Histoire
The Courier-Journal a été créé en 1868 par la fusion de plusieurs journaux du Kentucky comme le Focus of Politics, Commerce and Literature créé en 1826, le Louisville Daily Journal en 1830, le Louisville Morning Courier en 1844. 
Depuis 1986, le journal appartient au groupe Gannett Company  Inc.

## Récompenses
En 2005, le C-J avait à son compte dix prix Pulitzer.

### Prix Pulitzer
| Année | Catégorie               | Bénéficiaire                                |
| ----- | ----------------------- | ------------------------------------------- |
| 1918  | Travail éditorial       | Henry Watterson                             |
| 1926  | Reportage               | William Burke "Skeets" Miller               |
| 1956  | Dessinateur             | Robert York                                 |
| 1967  | Service au public       | The Courier Journal                         |
| 1969  | Reportage local         | John Fetterman                              |
| 1976  | Photographie            | The Courier Journal et The Louisville Times |
| 1978  | Reportage local         | Rich Whitt                                  |
| 1980  | Reportage international | Joel Brinkley et Jay Mather                 |
| 1989  | Reportage général       | The Courier Journal                         |
| 2005  | Dessinateur             | Nick Anderson                               |